# دهستان هوره
هوره، دهستانی از توابع بخش مرکزی شهرستان سامان در استان چهارمحال و بختیاری ایران است.

## جمعیت
براساس سرشماری سال ۱۳۹۰ جمعیت آن ۸٬۴۹۵ نفر (۲٬۹۲۵خانوار) بوده‌است.